# Mavorano
Mavorano is een plaats en gemeente in Madagaskar gelegen in het district Manakara van de regio Vatovavy-Fitovinany. Er woonden bij de volkstelling in 2001 ongeveer 13.000 mensen.
In de plaats is basisonderwijs beschikbaar. 98,5% van de bevolking is landbouwer. Het belangrijkste gewas is rijst, maar er wordt ook koffie, cassave en zoete aardappelen verbouwd. 1,5% van de bevolking is werkzaam in de dienstensector.